# Wacław Ryżewski
Wacław Ryżewski (1925-1996) – polski historyk, pułkownik Wojska Polskiego, specjalista w zakresie badań nad wojskowością, ze szczególnym uwzględnieniem powstań śląskich. Był pracownikiem Wojskowego Instytutu Historycznego w Warszawie, autorem kluczowej monografii III powstania śląskiego.

## Wybór publikacji
- Powstania śląskie 1919-1921, Wydawnictwo Ministerstwa Obrony Narodowej, Warszawa 1966.
- Trzecie powstanie śląskie 1921 : geneza i przebieg działań bojowych, Wydawnictwo Ministerstwa Obrony Narodowej, Warszawa 1977.
- Stosunek społeczeństwa polskiego do powstania wielkopolskiego 1918-1919 r. i powstań śląskich 1919-1921 r., "Dzieje Najnowsze" R. 15 z. 3 (1983).
- Nad Odrą, Olzą i Bierawką podczas III powstania śląskiego, (red. wspólnie z Z. Kapałą), Muzeum Górnośląskie w Bytomiu, Muzeum w Raciborzu, Muzeum w Rybniku, Muzeum w Wodzisławiu Śląskim, Bytom 1995 ISBN 83-901173-5-5.
- Przyczynek w kwestii demobilizacji powstańczych sił bojowych w III powstaniu śląskim, [w:] Górny Śląsk czasu powstań i plebiscytu. Sprawy mało znane i nieznane, praca zbiorowa pod red. Zbigniewa Kapały, Muzeum Górnośląskie, Bytom 1996 ISBN 83-901173-9-8[2][3].